# Málaga CF
Málaga Club de Fútbol este un club de fotbal din Málaga, Spania, care evoluează în Primera Federación. Meciurile de acasă le susține pe stadionul La Rosaleda cu o capacitate de 30.044 de locuri.

## Lotul actual
La 30 august 2024.
| Nr. |         | Poziție | Jucător                                      |
| --- | ------- | ------- | -------------------------------------------- |
| 1   | Spania  | P       | Alfonso Herrero (căpitan)                    |
| 2   | Spania  | F       | Jokin Gabilondo                              |
| 3   | Spania  | F       | Carlos Puga                                  |
| 4   | Spania  | F       | Einar Galilea                                |
| 5   | Spania  | F       | Álex Pastor                                  |
| 6   | Spania  | M       | Ramón                                        |
| 7   | Maroc   | M       | Haitam                                       |
| 8   | Spania  | M       | Juanpe                                       |
| 9   | Croația | A       | Roko Baturina (împrumutat de la Gil Vicente) |
| 10  | Spania  | M       | David Larrubia                               |
| 11  | Spania  | M       | Kevin                                        |
| 12  | Spania  | M       | Manu Molina                                  |
| 13  | Spania  | P       | Carlos López                                 |
| 14  | Spania  | F       | Víctor García                                |

| Nr. |                   | Poziție | Jucător          |
| --- | ----------------- | ------- | ---------------- |
| 15  | Mali              | F       | Moussa Diarra    |
| 16  | Spania            | F       | Diego Murillo    |
| 17  | Spania            | A       | Dioni            |
| 18  | Spania            | F       | Dani Sánchez     |
| 19  | Spania            | M       | Luismi           |
| 20  | Portugalia        | F       | Nélson Monte     |
| 21  | Franța            | M       | Yanis Rahmani    |
| 22  | Spania            | M       | Dani Lorenzo     |
| 23  | Spania            | M       | Luca Sangalli    |
| 24  | Spania            | M       | Julen Lobete     |
| 25  | Spania            | A       | Sergio Castel    |
| 26  | Spania            | M       | Antoñito Cordero |
| 35  | Republica Irlanda | M       | Aarón Ochoa      |

## Jucători notabili
| - Willy Caballero - Raúl Castronovo - Martín Demichelis - Sebastián Viberti - Ariel Silvio Zárate - Julio Baptista - John Lauridsen - Jérémy Toulalan - Kiki Musampa - Ruud van Nistelrooy - Julio Dely Valdés | - Roque Santa Cruz - Sebastian Fleitas - Joaquim Agostinho - Eliseu Pereira - Catanha - Santi Cazorla - Esteban Vigo - Jesús Gámez - Joaquín - Juanito - Isco | - Nacho Monreal - Francisco Rufete - Salva Ballesta - Sandro - Fernando Sanz - Vicente Valcarce - Velázquez - Gonzalo de los Santos - Darío Silva - Marcelo Romero - José Salomón Rondón |

## Antrenori notabili
| - Manuel Olivares (1941–43) - Francisco Bru (1941–43) - Ricardo Zamora (1949–51) - Helenio Herrera (1952) - Sabino Barinaga (1961–63) - José María Zárraga (1964) - Domènec Balmanya (1964–65) - Luis Miró (1965–66) - Otto Bumbel (1967–69) - José María Zárraga (1969) - Jenő Kálmár (1970–72) - Marcel Domingo (1972–74) - Milorad Pavić (1975–77) | - Otto Bumbel (1977–78) - Sebastián Viberti (1978–80) - Jenő Kálmár (1978–80) - Abdallah Ben Barek (1980–81) - Antonio Benítez (1 iulie 1981–14 octombrie 1985) - Antonio Benítez (11 martie 1986–30 iunie 1987) - Ladislao Kubala (1987–88) - Luis Costa (1988–89) - Antonio Benítez (1988–90) - Abdallah Ben Barek (1990–91) - Antonio Benítez (1994–95) - Ismael Díaz (1997–98) - Joaquín Peiró (1 iulie 1998–16 iunie 2003) | - Juande Ramos (1 iulie 2003–14 iunie 2004) - Gregorio Manzano (2004–05) - Antonio Tapia (Jan 12, 2005–Jan 30, 2006) - Manolo Hierro (2006) - Marcos (2006) - Juan Muñiz (2006–08) - Antonio Tapia (1 iulie 2008–30 iunie 2009) - Juan Muñiz (2009–10) - Jesualdo Ferreira (2010) - Manuel Pellegrini (Nov 5, 2010–23 iunie 2013) - Bernd Schuster (2013–14) - Javi Gracia (1 iulie 2014–) |